# バンガル
バンガル（Bangar）はブルネイ・ダルサラーム国テンブロン地区に位置する小都市で、同地区の行政庁所在地である。2008年現在の人口は3,970人。
1本の幹線道路のみが町を貫いており、おおよそ東西方向に結んでいる。東の起点はマレーシア・サバ州のラワス（Lawas）、西の起点は川を越えたマレーシア・サラワク州のリンバン（Limbang）である。
この町にはブルネイの主要な採石場があり、巨石が採石・成形・積み出され、首都・バンダルスリブガワンの石材場に運ばれ、同市の建設業に利用される。